# Calixto Sánchez
Calixto Sánchez Marín (n. Mairena del Alcor, 27 de julio de 1946) es un cantaor y maestro español, así como una figura del flamenco.

## Biografía
Calixto Sánchez Marín nace en el flamenco pueblo de Mairena del Alcor un 27 de julio de 1946, desde su infancia se interesa por el cante tan común en su tierra aunque lo hace de una forma singular, cantando oculto. En 1965 se presenta al tercer grupo del Concurso de Cante Jondo Antonio Mairena por primera vez y allí obtiene el primer premio dotado de 3000 pesetas, a partir del cual se va presentando a diferentes concursos por el resto de Andalucía que va ganando. En 1972 gana el primer premio en la celebración del cincuentenario del Festival de Granada, y Cadena Ser lo elige Sevillano del año, y en 1980 gana el Giraldillo de la primera Bienal de Flamenco de Sevilla. Así pues, está presente a menudo en los mayores eventos del flamenco.
Calixto Sánchez supo abrirse camino también en la docencia, impartiendo, e igualmente organizando, numerosos cursos y talleres de flamenco. Fue director del Centro Andaluz de Flamenco, en Jerez de la Frontera, Cádiz. Es coautor, junto a José Luis Navarro García, de Aproximación a una didáctica del flamenco (1997). Actualmente es presidente de la Tertulia Flamenca de Enseñantes.
En cuanto a su discografía, señalar Calle ancha (1990), Andando el camino (2010), De la lírica al cante (2012) y El barbuquejo en la barbaː homenaje a Villalón (2018) donde junto con el flamencólogo Pepe Marín musicaliza los poemas del poeta de la generación del 27 Fernando Villalón.
El 21 de noviembre el Ayuntamiento de Mairena del Alcor lo nombra hijo predilecto de la localidad.